# Jim Pattison Group
Die Jim Pattison Group ist ein kanadisches Unternehmen mit Sitz in Vancouver.
Das Unternehmen wurde 1961 von Jim Pattison gegründet, er übernahm dabei einen Automobilhandel für Pontiac und Buick. Der Einstieg in die Medienwelt geschah 1965, als Pattison eine Lizenz zum Betrieb eines Radiosenders erhielt. Ende der 1960er Jahre diversifizierte Pattison weiter. Er übernahm einen Lebensmittelhandel und stieg ins Zeitungsgeschäft ein. 1979 gründete er eine Sparte für Leuchtmittelreklame, 1980 expandierte er in den Handel von Autos, Trucks und Landmaschinen.

## Medien
Derzeit gehören 30 Radiostationen sowie drei kleinere Fernsehstationen in den Provinzen British Columbia und Alberta dem Unternehmen. Darüber hinaus erwarb die Jim Pattison Group im Jahre 2008 von Apax Partners den britischen Verlag, der das Guinness-Buch der Rekorde herausbringt.

### Radiostationen
Alberta:
| Ort                  | Funkzeichen | Name                    | Genre                   |
| -------------------- | ----------- | ----------------------- | ----------------------- |
| Calgary              | xxxx-FM     | 95.3 The Peak (ab 2013) | Adult Album Alternative |
| Drayton Valley       | CIBW-FM     | Big West Country 92.9FM | Country                 |
| Grande Prairie       | CJXX-FM     | Big Country 93.1 XX FM  | Country                 |
| Lethbridge           | CHLB-FM     | Country 95.5 FM         | Country                 |
| Lethbridge           | CJBZ-FM     | B-93                    | AC                      |
| Medicine Hat         | CFMY-FM     | MY 96 FM                | Hot AC                  |
| Medicine Hat         | CHAT-FM     | CHAT 94.5 FM            | Country                 |
| Red Deer             | CFDV-FM     | 106.7 The Drive         | Rock                    |
| Red Deer             | CHUB-FM     | BIG 105 FM              | AC                      |
| Rocky Mountain House | CHBW-FM     | B-94                    | AC                      |

British Columbia:
| Ort           | Funkzeichen | Name               | Genre        |
| ------------- | ----------- | ------------------ | ------------ |
| Courtenay     | CKLR-FM     | 97.3 The Eagle     | Classic Hits |
| Cranbrook     | CHBZ-FM     | B-104              | Country      |
| Cranbrook     | CHDR-FM     | The Drive 102.9 FM | Classic Rock |
| Fernie        | CJDR-FM     | The Drive 99.1 FM  | Classic Rock |
| Kamloops      | CIFM-FM     | 98.3 CIFM          | Rock         |
| Kamloops      | CKBZ-FM     | B-100 FM           | AC           |
| Kelowna       | CKLZ-FM     | Power 104          | Classic Rock |
| Kelowna       | CKQQ-FM     | The Q 103.1        | Hot AC       |
| Nanaimo       | CHWF-FM     | 106.9 The Wolf     | Rock         |
| Nanaimo       | CKWV-FM     | 102.3 The Wave     | Hot AC       |
| Parksville    | CHPQ-FM     | The Lounge 99.9 FM | Light AC     |
| Parksville    | CIBH-FM     | 88.5 The Beach     | Soft Rock    |
| Port Alberni  | CJAV-FM     | 93.3 The Peak      | Hot AC       |
| Prince George | CKDV-FM     | 99.3 The Drive     | Classic Hits |
| Prince George | CKKN-FM     | The River 101.3    | AC           |
| Vancouver     | CJJR-FM     | JRfm 93.7          | Country      |
| Vancouver     | CKPK-FM     | 102.7 The Peak     | Rock         |
| Vernon        | CKIZ-FM     | 107.5 KISS FM      | AC           |
| Victoria      | CJZN-FM     | The Zone @ 91-3    | Modern Rock  |
| Victoria      | CKKQ-FM     | 100.3 The Q!       | AC           |

### Fernsehstationen
| Ort           | Funkzeichen | Name     |
| ------------- | ----------- | -------- |
| Kamloops      | CFJC-TV     | CFJC-TV7 |
| Medicine Hat  | CHAT-TV     | CHAT TV  |
| Prince George | CKPG-TV     | CKPG-TV  |